# Фенчугандж (упазіла)
Фенчуга́ндж (бенг. ফেঞ্চুগঞ্জ, англ. Fenchuganj) — одна з 11 упазіл зіли Сілхет регіону Сілхет Бангладеш, розташована на півдні зіли.
Населення — 95 181 особа (2008; 81 605 в 1991).

## Адміністративний поділ
До складу упазіли входять 3 варди:
| Зіла       | Площа, км² | Населення, осіб (2008) |
| ---------- | ---------- | ---------------------- |
| Гілачхара  | -          | 27454                  |
| Майджгаон  | -          | 29252                  |
| Фенчугандж | -          | 38475                  |